# Калуський госпітальний округ

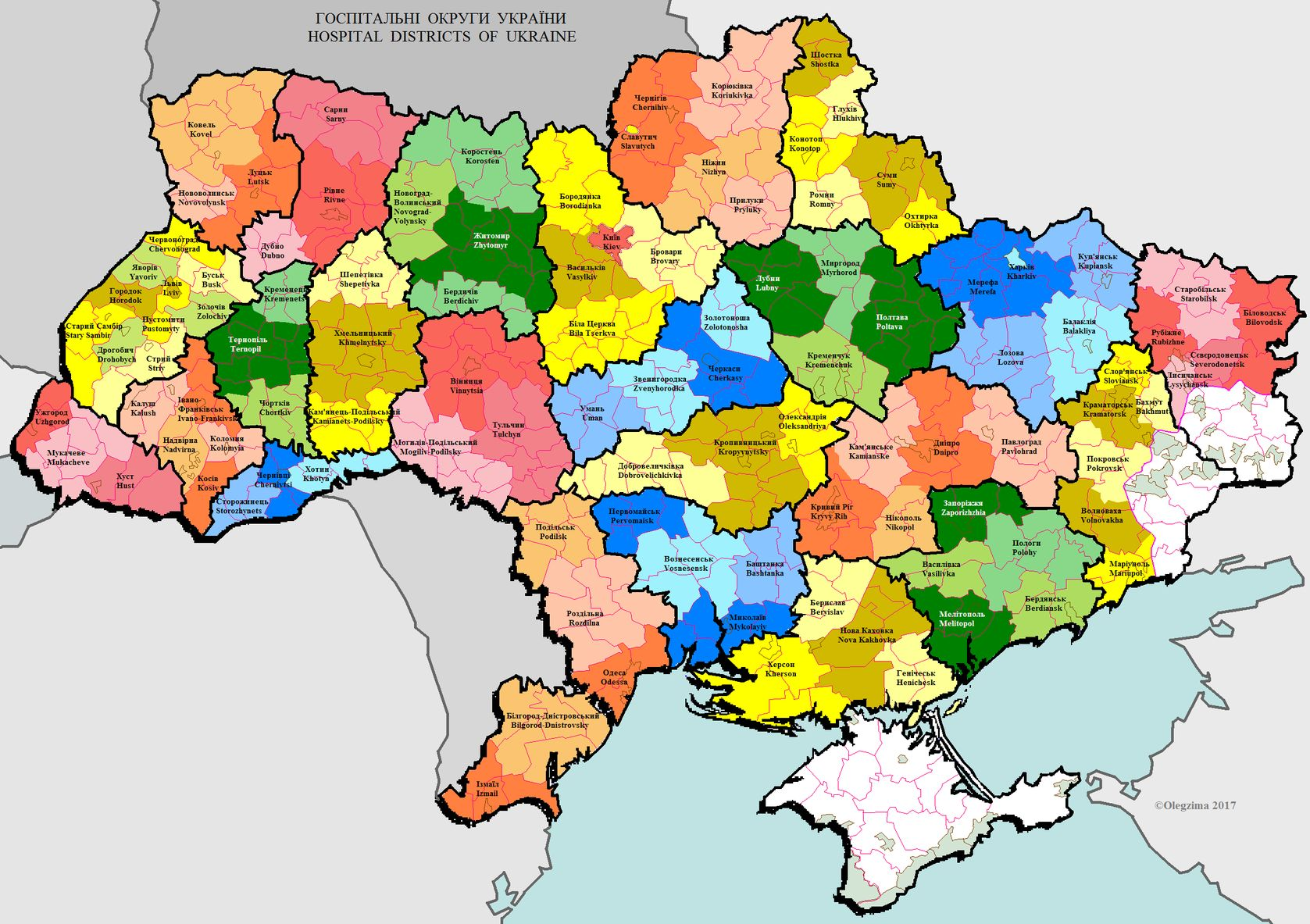
Госпітальні округи України

Калуський госпітальний округ — госпітальний округ у Івано-Франківській області.
Всі заклади охорони здоров’я, що забезпечують надання вторинної (спеціалізованої) медичної допомоги населенню, розміщені на території:
- м. Калуша
- м. Болехова
- Калуського району
- Рожнятівського району
- Долинського району